# Scoparia asaleuta
Scoparia asaleuta là một loài bướm đêm trong họ Crambidae.